# Michael De Santa
Michael De Santa, né Michael Townley, est un personnage fictif du jeu Grand Theft Auto V, figurant parmi les trois protagonistes du cinquième épisode de la série Grand Theft Auto.
Le personnage est doublé par Ned Luke. 
Le personnage de Michael fait directement référence à l'ancien agent de la CIA puis de la DINA Michael Townley. La ressemblance physique entre le vrai Michael Townley et son avatar virtuel est d'ailleurs frappante.

## Caractéristiques

### Description
Michael est un braqueur de banques retraité âgé dans la mi-quarantaine qui a conclu un accord avec un agent corrompu du FIB pour feindre sa mort et disparaitre. Il est la tête dirigeante du réseau formé de Trevor, Lester et de Brad à l'époque. Michael est souvent vêtu de costumes à trois pièces et vit dans un chic manoir à Rockford Hills et est marié à Amanda, qui malheureusement dépense la majeure partie de son argent, et qu’elle commit l’adultère avec le prof de tennis privé qui entraînera Michael à détruire une villa sur pilotis mais qui appartient à Martin Madrazo, un dangereux caïd de Los Santos. Cela oblige Michael à retourner dans le monde du crime avec son ancien partenaire Trevor et un nouveau venu, Franklin. Grand amateur du cinéma mainstream américain traditionnel, il en cite régulièrement des répliques. Notamment, durant ses braquages, Michael emploie souvent une réplique pour adresser à ses victimes « On oublie mille et une chose tous les jours, si j'étais toi, j'ajouterais ça à la liste.»

### Compétence spéciale
Tout comme les 2 autres protagonistes, le personnage possède une compétence spéciale.
Michael est un très bon tireur qui réagit très rapidement dans les fusillades. Sa compétence spéciale lui permet de ralentir le temps dans un combat armé et d'abattre ses cibles plus facilement. Pour remplir la jauge de compétence spéciale de Michael, réussissez des tirs à la tête, réalisez des éliminations furtives et conduisez à grande vitesse.

## Biographie
Michael fut un braqueur de banques notoire dans le Midwest qui ensuite passa un deal avec l'agent corrompu du FIB Dave Norton pour feindre sa mort et disparaître tout en gardant la fortune amassée durant ses braquages. Il déménagea secrètement du North Yankton (État fictif créé sur le modèle du Dakota du Nord) à Los Santos (Los Angeles, 
États-Unis) dans une résidence de Rockford Hills, le plus chic quartier de la ville, après un faux enterrement.  Il changea son nom de famille qui était Townley pour De Santa. Âgé dans la mi-quarantaine, il se retira de la criminalité pour mener une vie normale. Sa femme, Amanda, qui dépense sans arrêt avec sa fortune, ses enfants, Tracey et James (surnommé Jimmy), qui sont de jeunes adultes dans le début de vingtaine, font la vie dure à Michael ; Tracey, sa fille, est capricieuse et rêve de devenir une célébrité. Jimmy, son fils, consomme régulièrement de la drogue, joue aux jeux vidéos à longueur de journées, il est souvent impoli envers sa sœur et son père et fait des mauvais coups (voler de l'argent et les biens de ses parents pour les revendre). La relation paternelle est tendue parce que Michael se mêle souvent de leurs affaires et explose de colère de manière impulsive.
À la suite de sa rencontre avec Franklin lors d'une saisie qui a mal tournée, une nouvelle amitié s'est vue naître. Après que Michael (aidé de Franklin) a démoli par erreur une des résidences appartenant à Martin Madrazo, un important caïd mexicain de Los Santos, il doit à tout prix réparer sa bévue et songe à retourner à son ancien job pour pouvoir rembourser sa dette. Il fait appel à Franklin et à Lester, qui fait partie de l'organisation de Michael comme « cerveau » des braquages. Ils ont ciblé une bijouterie située à Rockford Hills et braquent le commerce pour ensuite échapper aux flics.
À la suite du braquage de la bijouterie, un des anciens braqueurs de North Yankton, Trevor Philips, refait surface et réussit à retrouver Michael (qui a été trahi par sa célèbre phrase qu'il utilise durant ses braquages) et qui n'est pas du tout ravi de le revoir après un long écart qui dure plus de neuf ans. Trevor avait cru dans le passé à la mort de Michael (qui est tombé sous les balles des agents fédéraux qui ont fait un guet-apens). Le retour de Trevor va empoisonner la vie de Michael, sa femme et ses enfants finissent par quitter la maison, il touche le fond. Durant des semaines Michael participe à une série de braquages audacieux avec Trevor et Franklin. Une fois le moral remonté, il réussit à obtenir un poste de producteur-adjoint du plus gros studio de cinéma de Los Santos avec la réalisation d'un film à gros succès.
Malgré les exigences de Trevor de reprendre leurs quêtes dans le monde du crime, Michael refuse farouchement ses demandes et veut entreprendre sa nouvelle carrière au cinéma, mais Trevor a vite senti un doute sur son secret et songe à partir pour North Yankton pour exhumer la fausse tombe de Michael. Malgré les tentatives pour convaincre Trevor d'abandonner ses recherches, ce dernier a bien deviné que Brad, un de ses amis et complice du vol raté s'est retrouvé dans le cercueil. Michael aurait vendu ses complices au FIB en échange de l'immunité des crimes précédents ainsi que la sécurité de sa famille pour aller s'installer à Los Santos. Les deux comparses qui se sont confrontés armes aux poings avant que les hommes de Wei Cheng interrompent la confrontation. Trevor prend la fuite, et Michael est capturé avant d'être secouru de justesse par Franklin.
Michael a conclu un marché avec Trevor pour effectuer le meilleur vol de banque de tous les temps : "le casse du siecle", en ciblant la banque la plus sécurisée de tout l'état de San Andreas, l'Union Depository. Ensemble, ils préparent minutieusement le coup en s'emparant d'une foreuse pour avoir accès à la voûte, examinent le trajet des fourgons blindés et d'un train pour transporter plusieurs lingots d'or d'une valeur de quelques centaines de millions de dollars. Michael réussit son défi mais Trevor en veut toujours à celui-ci pour sa trahison. Grâce à l'intervention de Franklin, Michael refait équipe avec son ennemi juré pour se débarrasser de leurs ennemis respectifs avant d'enterrer la hache de guerre avec Trevor pour se réconcilier à jamais.

## Fins alternative

### Mort de Michael
Michael est appelé par Franklin qui est obligé de tuer celui-ci. Michael va donc voir Franklin mais découvre vite les intentions de ce dernier. Il fuit donc jusqu'à une usine où s'ensuit une poursuite qui poussera les deux protagonistes tout en haut de l'usine où Michael se retrouvera dans les airs, tenu par la main par Franklin. Le joueur a alors le choix de lâcher ou de faire remonter Michael de la rambarde, mais le résultat est le même. Dans le premier choix, Michael tombe et meurt. Dans le deuxième, alors que Franklin remonte Michael, ce dernier met dans le nez de Franklin un violent coup de tête qui, sous le choc, lâchera Michael qui tombera et mourra.

### Mort de Trevor
Dans la mission où Franklin doit éliminer Trevor, Michael s'est porté assistance pour stopper Trevor dans une raffinerie, qui se termine en entrant en collision avec une citerne remplie d'essence. Entièrement trempé de carburant, Trevor souhaite que ses partenaires qui l'ont trahi l'achève pour en finir, le joueur qui contrôle Franklin a le choix : tirer sur Trevor ou l'épargner, les deux choix furent similaires car Trevor meurt immolé par le feu si Franklin décide de le tuer ou que c'est Michael qui fait la besogne si Franklin manquait de courage de le trucider. Malheureusement, la mission s'est mal terminée, à la suite de la mort de Trevor, l'amitié entre Michael et Franklin fut brisée définitivement et ne seront jamais réconciliés et que les deux comparses qui se montreront hostiles l'un contre l'autre à chaque fois qu'ils se croiseront durant le mode libre.

## GTA Online
Michael est le seul personnage principal de Grand Theft Auto V qui n'est pas (encore?) apparu dans Grand Theft Auto Online.
Trevor et un interlocuteur important dès l'arrivée du protagoniste a Los Santos et Franklin apparaît dans la mise a jour "le Contrat".
Selon un dialogue de la part de Franklin, il raconte que Michael est toujours producteur de cinéma, mais se fait plus discret après les évènements de Grand Theft Auto V